# Phyllomacromia gamblesi
Phyllomacromia gamblesi là loài chuồn chuồn trong họ Macromiidae. Loài này được Lindley mô tả khoa học đầu tiên năm 1980.